# Allium punctum
Allium punctum là một loài thực vật có hoa trong họ Amaryllidaceae. Loài này được L.F.Hend. mô tả khoa học đầu tiên năm 1930.